# 坎貝爾鎮區 (密蘇里州道格拉斯縣)
坎貝爾鎮區（英語：Campbell Township）是位於美國密蘇里州道格拉斯縣的一個行政鎮區。

## 地方資料
坎貝爾鎮區的面積為93.43平方千米，當中陸地面積為93.23平方千米，而水域面積為0.20平方千米。根據2020年美國人口普查的數據，當地共有人口363人，而人口密度為每平方千米3.89人。